# Vjacseszlav Mikolajovics Jeremejev
Vjacseszlav Mikolajovics Jeremejev (ukrán betűkkel: В'ячеслав Миколайович Єремеєв, Moszkva, 1970. március 29. –) orosz névváltozatban Vjacseszlav Nyikolajevics Jeremejev (Вячеслав Николаевич Еремеев) visszavonult orosz származású ukrán labdarúgó.
Karrierje a CSZKA Moszkva csapatában indult. Játszott az orosz Rosztszelmas Rosztov, valamint az ukrán CSZKA Odessza és Csernomorec Odessza csapatokban. Sándor István közvetítésével innen került a Stadler FC-be. Magyarországon játszott még a Dunaferrben, Szegeden, Tatabányán, kettős igazolásként Dorogon és Szombathelyen. A magyar NB I-ben több, mint 150 bajnoki mérkőzésen játszott. Aktív labdarúgó pályafutását 2006-ban a kazak FK Atirau csapatnál fejezte be.

## Sikerei, díjai
- Csornomorec Odesza
  - Ukrán labdarúgókupa: 1994

## Külső hivatkozások
- Vjacseszlav Jeremejev az Ukrán Labdarúgó-szövetség honlapján (ukránul)